# Política Exterior y de Seguridad Común
La Política Exterior y de Seguridad Común (PESC) es una de las dos plataformas y medios de actuación en que se estructura la acción exterior de las instituciones de la Unión Europea y la de sus Estados miembros. Se trata de un ámbito específico de acción que se encuentra sometido a reglas de funcionamiento asimismo específicas, diferentes a las que rigen el resto de políticas comunitarias, incluidas las que tienen vocación exterior (ayuda al desarrollo y cooperación, política comercial común, etc.), y que se enmarcan en una filosofía política más cercana al intergubernamentalismo que al llamado método comunitario. Su ámbito de actuación encierra todas las potencialidades que quieran darle los Estados miembros, en el ámbito de la política exterior más tradicional, cuya especial sensibilidad aconsejó encuadrarlo en el ámbito más propiamente intergubernamental de la Unión Europea. Tan es así que su regulación se mantiene separada del resto de preceptos relativos a las políticas de la acción exterior contenidas en el Tratado de Funcionamiento de la Unión Europea (TFUE), y se ubica toda ella en el capítulo 2.º del título V del Tratado de la Unión Europea (TUE).
La PESC se estableció al amparo del Tratado de Maastricht de 1992, que entró en vigor en 1993, y se vio reforzada por el Tratado de Ámsterdam de 1997, que entró en vigor en 1999. Sin embargo no ha alcanzado el mismo grado de integración dentro de la Unión Europea que el de otras políticas, especialmente en materia económica. Esta política es un ámbito en el que los estados han querido mantener el poder decisorio. En este sentido, la regla de la unanimidad permite a cualquier Estado vetar aquellas decisiones en este ámbito que considere oportuno.
La política exterior y de seguridad común abarca potencialmente todos los ámbitos de la política exterior y de las relaciones internacionales (se exceptúan los específicamente sujetos a otras políticas comunes), así como todas las relativas a la seguridad de la Unión, incluida una Política Común de Seguridad y Defensa (PCSD) que podrá conducir a una defensa común.
Esta política está dirigida por el Alto Representante de la Unión para Asuntos Exteriores y Política de Seguridad, Es a petición de este o de un Estado miembro que se toman las decisiones por consenso unánime en el Consejo de Asuntos de Exteriores. En materia de defensa se contemplan mecanismos para la realización de misiones fuera de las fronteras de la Unión. Estas misiones son voluntarias y pueden tener carácter civil y militar. Su origen se halla en las Misiones de Petersberg.

## Funcionamiento
Las decisiones más importantes dentro de la PESC se adoptan por unanimidad; entre ellas, las cuestiones que inciden en el ámbito militar o de la defensa. En el ámbito de la PESC son los Estados miembros los que ejercen el papel fundamental, a través del Consejo Europeo, que fija los objetivos estratégicos y define las orientaciones generales de la PESC. Destacan, en este sentido, la Estrategia Europea de Seguridad (2003-2016) y la Brújula Estratégica.
La Política Común de Seguridad y Defensa (PCSD), cuya delimitación es un tanto imprecisa, implica la realización de operaciones de gestión de crisis, entre las que se incluyen «misiones humanitarias y de rescate, misiones de mantenimiento de la paz y misiones en las que intervengan fuerzas de combate para la gestión de crisis, incluidas las misiones de restablecimiento de la paz». Dentro de la PSCD se reconoce la posibilidad de que algunos estados acuerden una «cooperación estructurada permanente», de manera que tales países se impliquen en operaciones más exigentes, debiendo contar con el acuerdo de los demás estados para el despliegue.
En el ámbito de la PESC hay que destacar dos órganos. El Alto Representante de la Unión para Asuntos Exteriores y Política de Seguridad, que realiza propuestas en esta materia y representa a la Unión Europea. Y la Agencia Europea de Defensa, entre cuyas funciones se encuentra «reforzar la base industrial y tecnológica del sector de la defensa y mejorar la eficacia de los gastos militares».
Los gastos de las actuaciones realizadas dentro de la PESC son financiados, en principio, con cargo a los presupuestos comunitarios. Con excepciones, las operaciones con repercusiones en el ámbito militar o de la defensa son financiadas por los Estados miembros.

## Historia

### Comunidades Europeas (1950-1993)
Este artículo describe la historia de la Política Común de Seguridad y Defensa (PCSD) de la Unión Europea (UE), una parte de la Política Exterior y de Seguridad Común (PESC). El proceso de integración europea en asuntos de la defensa y coordinación militar se remonta a los padres fundadores mismos, cuyo principal afán era entonces redimir la voluntad autodestructiva que Europa había llevado hasta sus últimas consecuencias con la Segunda Guerra Mundial. El gran simbolismo de que se dotó al primer paso sectorial —la Comunidad Europea del Carbón y del Acero (CECA)— dado en pro de este proyecto resultaba muy significativo, pues el carbón y el acero eran los dos recursos cuyo control —en Alsacia y Lorena, y en menor medida en Luxemburgo—, había exacerbado la rivalidad franco-alemana. El carbón era fuente de energía fundamental para el desarrollo de la industria, en especial cuando el desarrollo y expansión del ferrocarril por Europa, con su trascendencia estratégica y militar, lo requería especialmente; el acero, resistente aleación de hierro y carbono, era un valiosísimo material para la industria militar, que se retroalimentaba precisamente al calor de esta mala vecindad. La CECA buscaba poner bajo una autoridad supranacional la gestión en común de estos dos recursos.

### Unión Europea (1993-2009)
Si bien la Política Exterior y de Seguridad Común, como tal, nació con la entrada en vigor del Tratado de Maastricht en 1993, sus antecedentes más cercanos hay que buscarlos en la etapa política inmediatamente anterior, la que inauguró el Acta Única Europea con la creación, en 2001, de la entonces llamada "Cooperación Política Europea" (CPE), un pionero pero todavía precario mecanismo, estrictamente intergubernamental, de consulta mutua entre los Estados miembros en el seno del Consejo. Aunque esta política embrionaria no disponía tan siquiera de una estructura administrativa propia, ni era siempre respetada ni, por supuesto, estaba sujeta a control judicial alguno, fue el único paso posible en una Europa todavía cohibida por las líneas rojas que desplegaba la primera ministra británica, la euroescéptica Margaret Thatcher, cuyo país en ese tiempo era parte de la Unión Europea.

### La Unión tras el Tratado de Lisboa
Las Relaciones Exteriores es un área política que en el marco del Tratado de Lisboa requere la unanimidad en el Consejo Europeo. Sin embargo, se alcanzó un acuerdo respecto al puesto, papel y poderes del representante de la Política exterior y de seguridad común de la Unión (PESC), y el Tratado ha supuesto un reforzamiento de la política exterior de la organización, quedando reforzadas las actuaciones de la UE con la implementación del Servicio Europeo de Acción Exterior, que prestá su ayuda al jefe de Política Exterior contando con los medios de que disponen las instituciones comunes y los Estados miembros.
En consecuencia, se han producido avances políticamente; así, cada vez son más frecuentes los comunicados, posiciones e incluso acciones comunes que la Unión adopta en relación con los acontecimientos mundiales más acuciantes, y la coordinación, o cuando menos el sondeo mutuo de las actuaciones nacionales en política exterior se han venido convirtiendo en una práctica habitual, creando un ambiente de cooperación multilateral entre los Estados miembros en sus posicionamientos políticos, aun cuando la Unión como tal no consiga adoptar una política propia.
Por otra parte, existen determinadas áreas de influencia en las que un esfuerzo particularmente intenso, y en ocasiones el empeño personal del Alto Representante, por parte de los Estados miembros y de las instancias europeas, han propiciado la creación y el desarrollo de una política exterior común europea, en ocasiones sobre zonas de conflicto. Este ha sido el caso de la política europea en el Cercano Oriente, donde la Unión ha adoptado una posición propia y común a todos sus Estados. Esta coordinación dio sus frutos cuando la Unión Europea fue incluida como uno más de los cuatro miembros del llamado "Cuarteto para la Paz" en Oriente Próximo, junto con Estados Unidos, Rusia y las Naciones Unidas.
Parecida unidad política en las reacciones nacionales y comunitaria, en el seno de la PESC, se ha producido en situaciones de crisis como la que estalló en Myanmar (antigua Birmania) en 2008, o la que se prolonga todavía en Irán con motivo del llamado Movimiento Verde y del programa nuclear iraní, donde Estados Unidos y otros países aliados delegaron en la Unión Europea y su Alto Representante la llevanza y el seguimiento de las negociaciones con la República Islámica.

## Principios y objetivos de la PESC
Los cinco objetivos principales de la acción exterior de la Unión Europea son los siguientes:
- La defensa de los valores comunes, los intereses fundamentales y la independencia de la Unión. Esta defensa incluye la integridad de la Unión que debe hacerse de conformidad con la Carta de las Naciones Unidas.
- El fortalecimiento de la seguridad de la UE y de sus Estados miembros.
- El mantenimiento de la paz y el fortalecimiento de la seguridad a nivel internacional, de conformidad con la Carta de las Naciones Unidas, el Acta final de Helsinki y con los objetivos del Tratado de París.
- El fomento de la cooperación internacional.
- El desarrollo y la consolidación de la democracia y el Estado de Derecho, así como el respeto de los derechos humanos y de las libertades fundamentales.

La PCSD incluye elementos positivos, por ejemplo, el potencial de mantener un enfoque basado en la seguridad humana. Sin embargo, este potencial no ha llegado a plasmarse en la realidad en una política de defensa propia. Hay que tener en cuenta que, de los 27 países que forman parte de la Unión Europea, 21 son, al mismo tiempo, miembros de la OTAN.

## Marco político e institucional

### El Consejo Europeo y el Consejo
De acuerdo con el Tratado de la Unión Europea, la política exterior y de seguridad común (PESC) que la Unión lleva a cabo en el mundo es fruto de una metodología decisoria específica, distinta a la que encauza el resto de la acción exterior comunitaria, de la que sin embargo aquella forma parte. Así, la especial sensibilidad de los asuntos incluidos en la agenda de la PESC, que comprende aspectos y ámbitos políticos muy cercanos al llamado núcleo duro de la soberanía (incluida una política común de seguridad y defensa), determina la casi total exclusión del Parlamento Europeo de todo el proceso decisorio, así como de otras instituciones de control o supervisión como el Tribunal de Justicia y el Tribunal de Cuentas. Asimismo, están jurídicamente vetados a este ámbito de la acción política europea los actos de naturaleza legislativa; no caben las leyes europeas en el área de la política exterior y de seguridad (ni en su política de defensa), tan solo otras decisiones, de naturaleza ejecutiva o reglamentaria. 
Como puede observarse, el cauce esencialmente intergubernamental de esta política determina el correspondiente protagonismo de las dos instituciones que representan a los gobiernos y a los intereses nacionales: el Consejo Europeo y el Consejo. Las funciones más solemnes y generalistas del Consejo Europeo hacen que, respetando las directrices y prioridades estratégicas por él establecidas, sea en el Consejo en quien recaiga la responsabilidad más inmediata de adoptar las decisiones concretas que apliquen dichas directrices y prioridades generales a la realidad internacional y frente a los acontecimientos imprevistos. Una de sus formaciones, el Consejo de Asuntos Exteriores, compuesto por los ministros de asuntos exteriores de los Estados miembros y presidido por el Alto Representante, que además propone y ejecuta las decisiones que aquel adopta, es el órgano encargado de hacer frente de manera específica a estas funciones, tanto en el ámbito de la política exterior y de seguridad común como en la política común de seguridad y defensa, que forma parte integral pero autónoma de la primera.

### El Alto Representante
| Otros cargos inherentes |
| --- |
| Los cargos que con carácter nato y permanente se asocian a la figura del AR en relación con sus funciones son pues, esquemáticamente: |
| - Vicepresidente y comisario de Asuntos Exteriores de la Comisión Europea. - Presidente del Consejo de Asuntos Exteriores. - Jefe del Servicio Europeo de Acción Exterior. - Comandante en Jefe de la EUFOR. - Presidente nato del Estado Mayor de la Unión Europea (delega su ejercicio en el Jefe del EMUE). - Presidente nato del Comité Político y de Seguridad de la Unión Europea (delega su ejercicio en un representante personal). - Presidente de la Agencia Europea de Defensa. - Presidente del Instituto de Estudios de Seguridad de la Unión Europea. |

### El Servicio Exterior
Como servicio diplomático que es, entre sus cometidos se encuentra en apoyar y asistir en el ejercicio de sus funciones al alto representante, como máximo responsable de la acción exterior de la Unión, en todos los ámbitos de su actividad. El Servicio Europeo de Acción Exterior es uno de los más grandes del mundo, solo comparable al Servicio Exterior de los Estados Unidos.

### Otras instituciones, órganos y organismos
El servicio exterior es gestionado por un secretario general ejecutivo (SGE) —actualmente la diplomática alemana Helga Schmid— que, asistido por dos secretarios generales adjuntos (SGA), es el encargado de adoptar todas las medidas necesarias para el buen funcionamiento del Servicio, incluyendo las facetas administrativa y presupuestaria. Vela por la efectiva coordinación entre todos los servicios y departamentos del SEAE, así como de las delegaciones de la Unión. El Secretario General ejecutivo actúa bajo la autoridad del Alto Representante, como los secretarios generales adjuntos actúan bajo la suya propia. El SGE define y reparte las funciones que correspondan a los SGA. Entre los tres cargos, sumados a sus propios instrumentos administrativos y servicios, conforman la Secretaría General (SG) del SEAE.
En esa línea, la SG incluye, como parte de su estructura administrativa, los siguientes servicios especiales:
- una Dirección General de asuntos administrativos, personal, presupuesto, seguridad y sistemas de comunicación e información (DGAS), también llamada Dirección de Operaciones, que se encuentra situada bajo la gestión del SGE;
- un servicio jurídico, situado asimismo bajo la autoridad administrativa del SGE.

La SG del SEAE es la responsable de garantizar la coordinación necesaria entre toda la red administrativa del SEAE, incluyendo sus direcciones generales. Deberá coordinarse, cuando sea necesario, con los servicios competentes de la Comisión Europea y con la propia Secretaría General del Consejo.

Las direcciones generales (DGs) del SEAE son los departamentos centrales en que se estructura su organigrama, y se encuentran situadas bajo la autoridad de un director general. Todas las direcciones generales son coordinadas por la SG, bajo la autoridad del SGE. Las DGs del SEAE se pueden clasificar de la siguiente manera, de acuerdo con la Decisión sobre el SEAE:
- Las direcciones generales sectoriales, que pueden ocuparse de la llevanza y seguimiento bien de secciones geográficas concretas, que en cualquier caso deberán cubrir todos los países y regiones del mundo, bien de secciones temáticas multilaterales. Todas ellas deberán coordinarse en el seno de la SG, así como con las respectivas direcciones generales competentes en política exterior en el ámbito del Consejo y de la Comisión.
- Una serie de direcciones generales horizontales, o de ámbito transversal, que gestionan o coordinan aspectos de la acción exterior que afectan a todas las ramas de la misma. Su adscripción o sujeción orgánica puede estar especialmente sujeta a un órgano político o administrativo concreto, o sujetarse al régimen general que rige sobre las DGs sectoriales. Podría hablarse de las siguientes:
  - la DG de Asuntos Administrativos, personal... (la antedicha DGAS o Dirección de Operaciones), sometida a la gestión del propio SGE;
  - la DG de Presupuesto y Administración, directamente responsable ante el AR de la gestión administrativa y presupuestaria interna del SEAE;
  - el servicio de planificación política estratégica;
  - el servicio jurídico, bajo la autoridad administrativa del SGE;
  - los servicios de relaciones interinstitucionales, información y diplomacia pública, auditoría e inspecciones internas, y protección de los datos personales.
- El conjunto de departamentos especiales que se encuadran exclusivamente en el ámbito de la política exterior y de seguridad común, o que se encuentran directamente relacionados, en mayor o menor grado, con la política común de seguridad y defensa, o bien que, por sus características peculiares, se encuentran sujetos a normas y procedimientos especiales, a saber:
  - la Dirección General de Planificación de la Gestión de Crisis (DGC);
  - la Capacidad Civil de Planeamiento y Ejecución;
  - el Estado Mayor de la Unión Europea;
  - el Centro de Situación de la Unión Europea (centro de análisis conjunto de inteligencia).

## La política común de seguridad y defensa
La Política Común de Seguridad y Defensa (PCSD, anteriormente Política Europea de Seguridad y Defensa, PESD) es la actuación planificada en el seno del Consejo de la Unión Europea, así como su diseño estratégico, que la Unión despliega de manera autónoma en el ámbito militar y de la defensa. La PCSD forma parte de la Política Exterior y de Seguridad Común (PESC), en cuya estructura jurídica, administrativa, estratégica y política se integra. Asume sus mismos principios y objetivos (aplicados al terreno político específico de la defensa), y se sitúa bajo la misma autoridad jerárquica y operativa superior, la del Alto Representante de la Unión para Asuntos Exteriores y Política de Seguridad (AR). Como tal rama de la PESC, la PCSD es parte asimismo de la acción exterior de la Unión.
La PCSD se desarrolla en el Tratado de la Unión Europea (TUE), Título V, Sección 2. El Tratado de Ámsterdam (de 1999 instituyó la PESD, la vertiente operativa armada de la PESC, con la que se abría la posibilidad de crear posteriormente una estructura común de defensa, que «podrá conducir a una defensa común». No obstante, la UE sigue trabajando desde el ámbito de la intergobernabilidad en esta área, es decir, no de modo comunitario sino a través de la cooperación voluntaria de cada Estado miembro de la Unión. Sin embargo, la entrada en vigor del Tratado de Lisboa —que rebautizó esta política con el nombre de Política Común de Seguridad y Defensa— reforzó sus capacidades y sus instrumentos de actuación al abrir la posibilidad de establecer una Cooperación estructurada permanente (CEP) entre los Estados miembros más dispuestos en materia de armamento y capacidades defensivas. Este mecanismo de “Dos velocidades” se realiza a través de la Agencia Europea de Defensa (AED), que tiene como misión promover una política de defensa común y armonizar las políticas militares y de seguridad y defensa. La AED está compuesta por todos los Estados miembros y contó con un presupuesto de alrededor de 33 millones de euros en 2021.
Asimismo, el TUE establece la alineación de la PCSD con la Organización del Tratado del Atlántico Norte (OTAN), por lo que los compromisos y la cooperación en este ámbito se ajustán a los compromisos adquiridos en el marco de la organización transatlántica que, para los Estados miembros que forman parte de la misma, es el fundamento de su defensa colectiva y el organismo de ejecución de esta (Art. 42.7). El tratado también institucionaliza la militarización de los Estados miembros en cuanto que afirma que «los Estados miembros se comprometen a mejorar progresivamente sus capacidades militares». En ese sentido, se promueve la CEP que pretende impulsar el desarrollo de la industria y la tecnología armamentista y la cooperación del negocio de las armas a nivel comunitario. Adicionalmente, en marzo de 2022 se aprobó la Brújula Estratégica, promovida por el AR Josep Borrell.
Es la política de defensa un ámbito que, por su vinculación con el llamado "núcleo duro" de la soberanía nacional, ha resultado de compleja activación en el ámbito común, a pesar de haber sido una de las áreas que primero se persiguió unificar en los inicios de la construcción europea, a través de la fracasada Comunidad Europea de Defensa. Sin embargo, el relanzamiento que se produjo posteriormente ha procurado gestionarse a través de misiones concretas y limitadas temporal y logísticamente, el Consejo fue extendiendo una red de aplicaciones e intereses de naturaleza militar en determinados ámbitos geográficos, aquellos en que una actuación común era conveniente internacionalmente y acorde, internamente, con una política común exterior europea. Este ha sido el caso de las más de 35 misiones llevadas a cabo por la PCSD desde 2003.

## Instrumentos

### Fondo Europeo de Apoyo a la Paz
El Fondo Europeo de Apoyo a la Paz (FEAP) es un instrumento para la financiación de acciones de la Unión Europea encaminadas al mantenimiento de la paz, la prevención de conflictos y el fortalecimiento de la seguridad internacional. Enmarcado en la Política Exterior y de Seguridad Común (PESC), este fondo coordina las iniciativas de los Estados miembros y ha ampliado el apoyo a los socios de la UE a nivel mundial. Así, desde su puesta en marcha en 2021, la UE puede complementar las operaciones en terceros países, como en el caso de la implicación de la Unión Europea durante la invasión rusa de Ucrania, cuando el Consejo de 28 de febrero de 2022 aprobó la decisión relativa al suministro a las fuerzas armadas ucranianas de equipos y plataformas militares diseñados para producir efectos letales.
Para contribuir a aumentar las capacidades militares y de defensa autónomas de los países socios, el fondo puede suministrar equipos e infraestructuras relacionados y aportar medidas de asistencia. El instrumento, que cuenta con 5.000 millones de euros para el periodo 2021-2027 (al margen del presupuesto de la Unión Europea), garantizá una financiación de los costes de las operaciones de la Política Común de Seguridad y Defensa (PCSD).

## Capacidad geopolítica, autonomía y soberanía
La política exterior y de defensa es un terreno donde los Estados miembros suelen abogar por mantener su soberanía nacional. Ello no ha impedido que conceptos como “unión europea de la defensa”, “soberanía europea” o “autonomía estratégica” se hayan convertido en un lenguaje común para significar la ambición de la UE de actuar como un actor internacional y contribuir a dar forma al “nuevo orden mundial”. No obstante, estos conceptos no han sido definidos con precisión y suelen ser interpretados de forma ambigua, cuando no contradictoria, lo que ha contribuido a eludir el debate sobre la definición estratégica de la UE.
Además de las cuestiones de defensa, la UE busca reducir su dependencia en varios sectores. Este es el caso de lo digital, en cuyo ámbito las tecnologías emergentes, como la inteligencia artificial o la computación cuántica, revisten crucial importancia para la Unión. La tecnología digital es también fuente de riesgos —guerras informáticas— que pueden ser llevados a cabo por multitud de actores y que denotan el interés estratégico del sector. Así mismo, debido a la interdependencia mundial entre las economías, el comercio, la salud y la energía también se ven afectados (la crisis mundial energética es un ejemplo notable de dicha situación).
En este contexto Ursula von der Leyen anunció, desde el inicio de sus funciones como presidenta de la Comisión Europea en 2019, su aspiración de dirigir lo que llamó una “Comisión geopolítica”. Su administración consideró necesario “pensar cómo garantizar la autonomía estratégica”, pero dejó claro que ese concepto no significaba que se debía buscar la autosuficiencia, ya que dada la complejidad de las cadenas de suministro, esto sería un objetivo inalcanzable.
En otro apartado, la ayuda al desarrollo de la UE —sumando las instituciones europeas y cada uno de los Estados miembros— se ha alineado tradicionalmente con los principios del desarrollo humano y sostenible. Sin embargo, estos paradigmas han interactuado también con la creciente presencia de objetivos geopolíticos.

## Supresión de la unanimidad
La PESC ha experimentado un desarrollo desigual en función de las áreas geográficas y de los distintos momentos políticos. La regla de la unanimidad que rige para las decisiones más relevantes hace difícil alcanzar acuerdos de peso en las materias más sensibles o que más divisiones de enfoque conllevan. Así, asuntos de la máxima importancia global continúan hoy en día vedadas a la acción común europea por razón de la distancia que enfrenta las distintas perspectivas y sensibilidades nacionales al respecto.
Los principales impulsores de la refundación de la Unión Europea han intensificado sus esfuerzos para abolir el requisito de la unanimidad en política exterior comunitaria para evitar los vetos nacionales en política exterior. En este sentido —aunque los Tratados no son inmodificables—, pasar de la unanimidad a la mayoría para las votaciones en cuestiones de política exterior o fiscal, ya puede llevarse a cabo con el Tratado de Lisboa. No obstante, ello constituiría una reforma institucional de alcance considerable.
- Introducción de la votación por mayoría cualificada (procedimientos que no precisan una modifición de los tratados):

Una cláusula pasarela es una cláusula en los tratados de la Unión Europea que permite la alteración de un procedimiento legislativo sin una modificación formal de los tratados.
 El uso de una cláusula pasarela requiere la unanimidad de todos los Estados miembros, aunque los Estados miembros con opciones de exclusión voluntaria y aquellos que no participan en un área bajo cooperación reforzada pueden no tener voto. A diferencia de la revisión formal del tratado, su uso no requiere ratificación nacional.
La abstención constructiva o abstención positiva es un procedimiento para la adopción de decisiones dentro de la Unión Europea que permite —cuando el procedimiento de adopción requiere la unanimidad— a un Estado miembro de la Unión Europea abstenirse de votar sin que ello impida la adopción de la decisión. Con este método —que refiere únicamente al Consejo Europeo y al Consejo de la Unión Europea— si la abstención va acompañada de una “declaración formal” del Estado interesado, este no está obligado a aplicar la decisión aunque esta obligará a la Unión en su conjunto.

## La PESC y las Naciones Unidas
La acción de la Unión en la escena internacional se basará en el respeto de los principios de la Carta de las Naciones Unidas y del Derecho internacional (...) La Unión propiciará soluciones multilaterales a los problemas comunes, en particular en el marco de las Naciones Unidas. (...) La Unión establecerá todo tipo de cooperación adecuada con los órganos de las Naciones Unidas y de sus organismos especializados...
Cuando la Unión haya definido una posición sobre un tema incluido en el orden del día del Consejo de Seguridad de las Naciones Unidas, los Estados miembros  que sean miembros de éste pedirán que se invite al Alto Representante a presentar la posición de la Unión. (...) La Organización de las Naciones Unidas puede solicitar la asistencia de la Unión para ejecutar con carácter de urgencia misiones emprendidas en virtud de los capítulos VI y VII de la Carta de las Naciones Unidas.

Un colectivo que apuesta por la entrada de la Política exterior y de seguridad común de la Unión Europea en las Naciones Unidas es el de los federalistas europeos. Estos abogan por una mayor coordinación y transparencia en la toma de decisiones que harían de la PESC una herramienta que convertiría a la Unión Europea un actor creíble en la escena mundial. De esta manera, la UE gozaría de una mayor visibilidad y aclararía sus relaciones con distintas regiones importantes del mundo. Con este fin, los federalistas apuestan por que Francia ceda a la UE su asiento permanente del Consejo de Seguridad de Naciones Unidas y por que Italia y Alemania retiren sus candidaturas a dicho organismo.     
Este objetivo estaría vinculado a la demanda de democratización de la PESC. Esto es, que el Parlamento Europeo sea consultado sobre cualquier proyecto de decisión del Consejo sobre la PESC, así como el control de la totalidad del presupuesto del servicio diplomático de la UE. 